# Louis-Charles-Marie de Vincent
Louis Charles Marie, baron de Vincent est issu d'une famille de la noblesse Lorraine. Il est né le 8 novembre 1792 et mort à Paris le 11 avril 1872.
Il fut en premier lieu aide de camp de Pierre Marie-Auguste Berruyer lors de la campagne de Saxe. Il épouse en 1822 la fille d'un général : Louise Blanche Magallon de la Morlière († 1894).
Il fut sous-préfet à Toul dès 1835, puis sous-préfet du Havre en 1848 jusqu'à sa nomination en 1849 en tant que préfet du Lot, puis du Jura et finalement préfet du Rhône).
Il fut nommé conseiller d'État en 1852.
Il fut nommé sénateur du Second Empire en 1859.
Armes parlantes du baron de Vincent : d'argent à deux palmes de sinople posées en sautoir ; au chef d'azur chargé d'une étoile d'argent

## Sources
- « Louis-Charles-Marie de Vincent », dans Adolphe Robert et Gaston Cougny, Dictionnaire des parlementaires français, Edgar Bourloton, 1889-1891 [détail de l’édition]